# Guerra civil ruandesa
La Guerra Civil de Ruanda fue un conflicto interno de este país de África Central, en el cual se enfrentaron los rebeldes del Frente Patriótico Ruandés (FPR) contra las fuerzas gubernamentales del presidente Juvénal Habyarimana.
Las hostilidades comenzaron el 1 de octubre de 1990 con la ofensiva del FPR. La firma de los Acuerdos de Arusha el 4 de agosto de 1993 detuvo unos meses los enfrentamientos mientras se definía un nuevo gobierno, aunque la violencia continuaba latente.
Sin embargo, el asesinato de Habyarimana en abril de 1994 fue el detonante del Genocidio de Ruanda, cuya cifra de muertos se estima en 800.000 personas. Las causas compartidas tanto de la guerra como del genocidio han llevado a varios estudiosos a afirmar que los asesinatos en masa de civiles fueron un resurgir del conflicto militar y no una nueva fase del conflicto étnico. El FPR retomó su ofensiva hasta lograr el control total del país. Fue entonces cuando el gobierno hutu en el exilio utilizó los campos de refugiados que se habían creado en países limítrofes para desestabilizar el nuevo gobierno del FPR. La intervención del FPR y de sus fuerzas paramilitares desencadenaron la Primera Guerra del Congo (1996–1997) la cual a su vez condujo a la segunda guerra del Congo (1998–2003), conflictos en los cuales las fuerzas hutus aspiraban a recuperar el control de Ruanda. Mientras que la guerra civil terminó oficialmente en 1993, parte de la historiografía mantiene que el conflicto terminó realmente en 1994 con la captura de Kigali, o bien con el desmantelamiento de los campos de refugiados en 1996. La presencia de pequeños grupos rebeldes a lo largo de la frontera ruandesa es también otro elemento que ha sido utilizado para afirmar que el conflicto civil no ha terminado, sino que sigue en curso aunque en estado latente.